# Gaius Laelius (Konsul 140 v. Chr.)
Gaius Laelius (* vor 182 v. Chr.; † nach 129 v. Chr.) war ein Politiker der römischen Republik und Freund des Scipio Aemilianus.
Sein gleichnamiger Vater war mit dem älteren Scipio befreundet. Der Sohn verkehrte mit Schriftstellern (Terenz, gegen Ende seines Lebens Lucilius) und Philosophen, was ihm den Beinamen Sapiens („der Weise“) einbrachte. 147 und 146 v. Chr. war er Legat seines Freundes Scipio Aemilianus im Dritten Punischen Krieg und half ihm wesentlich bei der Eroberung Karthagos. 145 war er Prätor und im folgenden Jahr wohl als Proprätor in Spanien am Kampf gegen Viriathus beteiligt. 140 v. Chr. wurde Laelius Konsul und blieb in Rom, während sein Kollege Quintus Servilius Caepio den Krieg in Spanien übernahm. Laelius soll, wohl mit Billigung Scipios, in seinem Konsulat versucht haben, das Los der italischen Bauern zu verbessern, doch traf er auf Widerstand seiner senatorischen Standesgenossen, die ihn von dem Plan Abstand nehmen ließen (das Problem griff einige Jahre später der Volkstribun Tiberius Gracchus wieder auf).
Laelius war in den folgenden Jahren noch wiederholt politisch aktiv (während der Reformversuche des Tiberius Gracchus auf der Seite von dessen Gegnern) und soll 129 v. Chr. die Leichenrede auf Scipio verfasst haben. Er starb vermutlich zwischen diesem Jahr und 123 v. Chr. Eine seiner beiden Töchter war mit Quintus Mucius Scaevola verheiratet.
Die Freundschaft zwischen Laelius und Scipio galt als beispielhaft, so dass Marcus Tullius Cicero sie als Ausgangspunkt für seine Schrift Laelius de amicitia („über die Freundschaft“) nahm. Laelius ist auch Gesprächspartner in weiteren Dialogen Ciceros.